# Dick Savitt

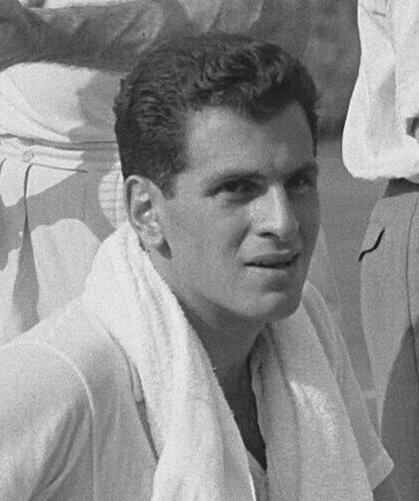
Dick Savitt (1952)

Richard „Dick“ Savitt (* 4. März 1927 in Bayonne, New Jersey; † 6. Januar 2023 in New York City, New York) war ein US-amerikanischer Tennisspieler.

## Sportliche Laufbahn
Im Jahr 1951 siegte Savitt sowohl bei den Australian Open als auch in Wimbledon und beendete das Jahr als Weltranglistenzweiter. 1951 war auch das einzige Jahr, in dem er im Davis Cup für die USA antrat. Nach seinem Sieg bei den U.S. National Indoor Singles Championships 1952 beendete er seine sportliche Karriere. Im Jahr 1956 kehrte er kurzzeitig in die Tennisszene zurück. 1961 nahm er an der 6. Makkabiade teil und gewann sowohl im Einzel als auch, zusammen mit Mike Franks, im Doppel Gold.
Savitt wurde 1976 in die International Tennis Hall of Fame aufgenommen. 1979 erfolgte seine Aufnahme in die International Jewish Sports Hall of Fame.

## Einzelnachweis
1. ↑  Richard Goldstein: Dick Savitt Dies at 95; Won Australian and Wimbledon Tennis Titles in 1951. In: nytimes.com. 6. Januar 2023, abgerufen am 6. Januar 2023 (amerikanisches Englisch).

| Personendaten    | Personendaten                   |
| ---------------- | ------------------------------- |
| NAME             | Savitt, Dick                    |
| ALTERNATIVNAMEN  | Savitt, Richard                 |
| KURZBESCHREIBUNG | US-amerikanischer Tennisspieler |
| GEBURTSDATUM     | 4. März 1927                    |
| GEBURTSORT       | Bayonne, Vereinigte Staaten     |
| STERBEDATUM      | 6. Januar 2023                  |
| STERBEORT        | New York City, New York         |